# دوغة الغراش
دوغة الغراش هو معلم سياحي وتراثي لصناعة الفخار في محافظة الأحساء في المنطقة الشرقية في المملكة العربية السعودية.

## الموقع
يقع دوغة الغراش في بلدة القارة بالقرب من جبل القارة شرق الأحساء.

## التاريخ
أقيم منزل دوغة الغراش منذ أكثر من 600 عامًا، شاركت الدوغة في عدد من المعارض في فرنسا والولايات المتحدة وكندا.

## الوصف
تتميز دوغة الغراش بطبعه المعماري القديم، حيث يقع المنزل بين النخيل، والجبل، والماء، حيث يحتوي صناعة الفخار بأنوعها المختلفه، وتتم صناعة المقتنيات يدويًا. تعتبر دوغة الغراش معمل يتم فيه صناعة الأواني الفخارية يدوياً من الطين، ويتم فيه حرق الخزف.

## الملاك
يعتبر علي بن حسين بن هيثم الغراش مالك الدوغة الحالي، ويعتبر علي من أشهر الحرفيين السعوديين في حرفة صناعة الفخار، حيث توارثت عائلة الغراش المهنة جيلًا بعد جيل، حيث تدعم وزارة السياحة الدوغة.

## المحتويات
ينتج دوغة الغراش عدد من المنتجات الفخارية، والتحف، والأواني الفخارية.

## طريقة الصنع
تتم عملية صناعة الفخار بدوغة الغراش بعدة مراحل أولها جلب الطين من أماكن تسمى بالمنابت، والطين ياتي من عين الحارة، ويتم خلط عجينة الفخار بنوعين من الطين هما طينة حمراء وبيضاء، ثم تتم عملية التخمير في حوض خاص لمدة أربعة أيام ثم ينشر ليجف، ثم يُضع عليه رمل أبيض ناعم بالمنخال ليسهل عملية العجن.